# Cumaná
Cumaná è una città del Venezuela di 423 546 abitanti, capitale dello Stato di Sucre, che si affaccia sul golfo di Cariaco.

## Storia
Fu sede della prima missione stabilita in America, tuttavia, questa fallì dando inizio alla conquista armata che ne fece la prima città europea in terra sudamericana ad essere fondata, chiamata "La Primogenita" nel 1520. La città fu fondata da Giacomo Castiglione nel 1523 con il nome originario de "la gloriosa Santa Inés de Nueva Córdoba". Fin dal XVI secolo, si impose come un fiorente centro di scambi commerciali disponendo inoltre di numerose fabbriche di cotone.
Dal punto di vista geologico e geografico il Venezuela è situato al confine di due placche tettoniche, quella caraibica e quella sudamericana, in aggiunta, è attraversato da tre grandi sistemi di faglie geologiche: la faglia di Boconó, quella di El Pilar e quella di San Sebastian. Il primo importante terremoto segnalato dopo l'insediamento delle coste caraibiche fu quello che nel 1530 distrusse la fortezza di Cumaná, all'epoca nota come Nueva Toledo, e colpì inoltre la città di Nuova Cadice sull'isola di Cubagua. Altri eventi catastrofici incomberono su Cumaná nel corso degli anni successivi, fra questi, il terremoto del 1629 che causò la morte di circa trecento persone radendo al suolo la chiesa e altri edifici religiosi e quello del 1794.

## Monumenti e luoghi d'interesse

### Architetture civili
Presenta sul territorio diverse case coloniali.

### Architetture militari
Sorgono nella città il castello cinquecentesco di San Antonio de la Eminencia e il castello de Santa Maria de la Cabeza del XVII secolo.

### Architetture religiose
A partire dagli anni sessanta ha avuto un discreto sviluppo il turismo grazie ai suoi edifici religiosi, fra questi la chiesa di santa Inés, il convento di san Francisco.

## Cultura

### Musei
Tra i musei ospitati dalla città si ricordano il Museo de arte contemporáneo, il Museo de arqueología e historia e il Museo Gran Mariscal de Ayacucho.

## Società

### Religione
La città è sede arcivescovile.

## Infrastrutture e trasporti

### Aeroporti
La città è servita da un aeroporto collocato a circa 10 km dal centro cittadino.